# Helmut Pramstaller
Helmut Pramstaller (ur. 3 lipca 1966) – austriacki snowboardzista, trzykrotny medalista mistrzostw świata.

## Kariera
W Pucharze Świata zadebiutował 21 listopada 1995 roku w Zell am See, gdzie zajął 43. miejsce w gigancie. Pierwsze pucharowe punkty wywalczył dzień później w tej samej miejscowości, zajmując w gigancie 17. miejsce. Na podium zawodów pucharowych po raz pierwszy stanął 8 grudnia 1995 roku w Sestriere, kończąc rywalizację w slalomie równoległym (PSL) na drugiej pozycji. W zawodach tych rozdzielił Niemca Rainera Kruga i swego rodaka, Stefana Kaltschütza. Łącznie osiem razy stawał na podium zawodów PŚ, odnosząc przy tym trzy zwycięstwa: 3 lutego 1996 roku w Bad Hindelang i 2 marca 1996 roku w Sun Peaks wygrywał w PSL, a 26 listopada 1996 roku w Zell am See triumfował w snowcrossie. Najlepsze wyniki osiągnął w sezonie 1996/1997, kiedy to zajął 12. miejsce w klasyfikacji generalnej, a w klasyfikacji snowcrossu był czwarty.
Jego największym sukcesem jest złoty medal w snowcrossie wywalczony na mistrzostwach świata w San Candido w 1997 roku. Pokonał tam kolejnego Austriaka, Klausa Sammera i Jakoba Bergstedta ze Szwecji. Na rozgrywanych rok wcześniej mistrzostwach świata w Lienzu wywalczył brązowe medale w gigancie i slalomie równoległym. W pierwszej z tych konkurencji wyprzedzili go tylko dwaj reprezentanci USA: Jeff Greenwood i Mike Jacoby, a w drugiej uplasował się za Włochem Ivo Rudiferią i Rainerem Krugiem. Nie startował na igrzyskach olimpijskich.
W 1998 r. zakończył karierę.

## Osiągnięcia

### Mistrzostwa świata
| Miejsce | Dzień       | Rok  | Miejscowość | Konkurencja       | Zwycięzca         |
| ------- | ----------- | ---- | ----------- | ----------------- | ----------------- |
| 3.      | 27 stycznia | 1996 | Lienz       | Gigant            | Jeff Greenwood    |
| 3.      | 28 stycznia | 1996 | Lienz       | Slalom równoległy | Ivo Rudiferia     |
| 32.     | 22 stycznia | 1997 | San Candido | Gigant            | Thomas Prugger    |
| 8.      | 23 stycznia | 1997 | San Candido | Slalom            | Bernd Kroschewski |
| 7.      | 25 stycznia | 1997 | San Candido | Slalom równoległy | Mike Jacoby       |
| 1.      | 26 stycznia | 1997 | San Candido | Snowboardcross    | -                 |

### Puchar Świata

#### Miejsca w klasyfikacji generalnej
- sezon 1995/1996: 13.
- sezon 1996/1997: 12.
- sezon 1997/1998: 33.

#### Miejsca na podium
1. Sestriere – 8 grudnia 1995 (slalom równoległy) - 2. miejsce
2. Bardonecchia – 9 grudnia 1995 (slalom) - 3. miejsce
3. Bad Hindelang – 3 lutego 1996 (slalom równoległy) - 1. miejsce
4. Sun Peaks – 2 marca 1996 (slalom równoległy) - 1. miejsce
5. Zell am See – 26 listopada 1996 (snowcross) - 1. miejsce
6. Kreischberg – 17 stycznia 1997 (slalom równoległy) - 3. miejsce
7. Kreischberg – 18 stycznia 1997 (slalom równoległy) - 3. miejsce
8. Olang – 1 marca 1997 (slalom) - 2. miejsce